# NGC 5104
NGC 5104 ist eine 13,6 mag helle Spiralgalaxie mit aktivem Galaxienkern vom Hubble-Typ Sa im Sternbild Jungfrau auf der Ekliptik. Sie ist schätzungsweise 247 Mio. Lichtjahre von der Milchstraße entfernt und hat einen Durchmesser von etwa 90.000 Lj.
Das Objekt wurde am 12. April 1864 von Albert Marth entdeckt.